# Cirrocumulus lenticularis
Cirrocumulus lenticularis is een wolkensoort en is onderdeel van een internationaal systeem om wolken te classificeren naar eigenschap volgens de internationale wolkenclassificatie. Cirrocumulus lenticularis komt van het geslacht cirrocumulus, met als betekenis gestapelde haarlok en de term lenticularis komt van amandelvormig of lensvormig.